# Ar-Rayyan
Ar-Rayyan (arabisch الريان, DMG ar-Raiyān), auch al-Rayyan, ist eine Stadt und Hauptort der Gemeinde ar-Rayyan in Katar.
Im April 2015 wurde eine Bevölkerung von 589.531 Personen gezählt. Damit ist ar-Rayyan die zweitgrößte Stadt Katars. Ar-Rayyan wächst mit der nur neun Kilometer entfernten Stadt Doha schnell zusammen.

## Kultur
Ar-Rayyan ist Sitz des 2010 eröffneten Arabischen Museums für moderne Kunst (Mathaf).

## Sport
In der Stadt befinden sich das Khalifa International Stadium, das Ahmed bin Ali Stadium und das Education City Stadium. In den Stadien wurden Spiele der FIFA-Klub-Weltmeisterschaft 2020 sowie der Fußball-Weltmeisterschaft 2022 ausgetragen.
Die Stadt beheimatet den in der Qatar Stars League spielenden Fußballverein al-Rayyan SC. Außerdem spielt hier der katarische Rekordmeister al-Sadd Sports Club.
Bei den World Beach Games 2019 fanden hier die Wettbewerbe im Beachhandball und Beachvolleyball statt.

## Demographie
| März 1986 | März 1997 | März 2004 | April 2010 | April 2015 |
| --------- | --------- | --------- | ---------- | ---------- |
| 86.9151   | 137.999   | 195.581   | 589.531    |            |

1 = inkl. al-Rayyan Industrial Area

## Persönlichkeiten
- Naif al-Hadhrami (* 2001), Fußballspieler